# Пиньятелли, Фердинандо I
Фердинандо I Пиньятелли (итал. Ferdinando I Pignatelli; 20 марта 1689, Кальяри — 22 октября 1767, Неаполь) — князь ди Стронголи, герцог ди Тольве и граф ди Мелисса (по праву жены), гранд Испании 1-го класса, неаполитанский и австрийский военный деятель.

## Биография
Второй сын Никколо Пиньятелли, герцога ди Монтелеоне, и Джованны Пиньятелли Тальявии Арагона Кортес, 8-й герцогини ди Монтелеоне, 7-й маркизы долины Оахаки.
Как и отец, служил Габсбургам в войне за Испанское наследство, воевал в Испании за Карла III, затем в Венгрии против турок, под командованием Евгения Савойского, а после на Сицилии в войну Четверного альянса.
1 марта 1727 произведен в генерал-фельдвахтмейстеры, 17 декабря 1733 — в генерал-фельдмаршал-лейтенанты.
Командовал кавалерией в битве при Битонто; после разгрома австрийцев и завоевания Неаполитанского королевства испанскими войсками уехал в Вену. В награду за верность Карл VI 4 сентября 1734 пожаловал ему титул великого адмирала Сицилийского королевства, принадлежавший его старшему брату герцогу ди Монтелеоне.
В 1739 был пожалован в рыцари ордена Золотого руна. 18 декабря 1740 произведен в генерал-фельдцейхмейстеры.
После смерти Карла VI и начала войны за Австрийское наследство вернулся на родину.

## Семья
Жена (23.02.1719): Лукреция Пиньятелли, 4-я княгиня ди Стронголи, герцогиня ди Тольве и графиня ди Мелисса (04.09.1704—21.09.1760), дочь Джироламо Пиньятелли, 3-го князя ди Стронголи
Дети:
- Сальваторе Пиньятелли (05.09.1730—15.04.1792), 5-й князь ди Стронголи. Жена (7.07.1767): Джулия Мастрилли, дочь Марио Мастрилли, герцога ди Марильяно
- Винченцо Пиньятелли (15.07.1732—1797), конюший короля Неаполя, бригадир. Жена: Марианна Салазар
- Франческо Пиньятелли (27.03.1734—11.10.1812), граф ди Ачерра. Жена (7.10.1792): Мария Грация де Карденас, графиня ди Ачерра, дочь Фердинандо Пиньятелли, графа де Фуэнтес